# Jens-Frederik Chantelou
Jens-Frederik Chantelou (7. maj 1893, død 28. oktober 1975) var dansk statsgeodæt og chef for en afdeling på Geodætisk Institut.
I 1952 gravede Chantelou to kasser ned i Grønland, ved Sisimiut. Indholdet i kasserne var dybt fortroligt og skulle anvendes til genopbygning af Danmark, hvis Den kolde krig medførte en atomkrig som ødelagde Danmark og Europa. Det var vital information om det danske land – herunder opmålinger, nøjagtige højder og koordinater for samtlige danske fikspunkter.
De to kasser indeholdt mikrofilm med geodætiske data fra Danmark og Grønland. Inden kasserne blev fundet, gættede man, at mikrofilmene kunne være af acetat (celluloseacetat) og dermed skrøbelige.